# Zanzibarfranjeaap
De Zanzibarfranjeaap (Piliocolobus kirkii), ook wel de Kirks rode franjeaap genoemd, is een zoogdier uit de familie van de apen van de Oude Wereld (Cercopithecidae), behorend tot de franjeapen. Deze bedreigde apensoort komt alleen voor op het Tanzaniaanse eiland Zanzibar.
De Zanzibarfranjeaap is te herkennen aan zijn zwart, wit met rode vacht en de roze plek rond de neus en mond. De mannetjes worden zo'n 12 kilo en de vrouwtjes 10. De apen leven zowel in de bossen als in de mangrove. Ook in de landbouwgebieden zijn ze te vinden waar ze ook dichter bij de mensen durven te komen. Een deel van hen leeft in het Jozani Chwaka Bay National Park.
Deze apensoort is een aparte soort geworden toen tegen het einde van het Pleistoceen de zeespiegel steeg en Zanzibar een eiland werd waardoor de apen geïsoleerd raakten.

## Naam
De wetenschappelijke naam van de soort werd voor het eerst geldig gepubliceerd door de Britse zoöloog John Edward Gray in 1868 maar de naam zelf is een verwijzing naar de Schotse natuuronderzoeker John Kirk omdat hij de apensoort onder de aandacht had gebracht. Voor die tijd had de lokale bevolking de apensoort al de naam kima punju gegeven wat in het Swahili giftige aap betekent. Dit omdat deze apen een heel sterke geur verspreiden.